# مسبحة (طبق)
مسبحة هي نسخة من الحمص بطحينة الشعبية في بلاد الشام. في الجليل يعرف أيضًا بأسم مشوشة.

## المكونات

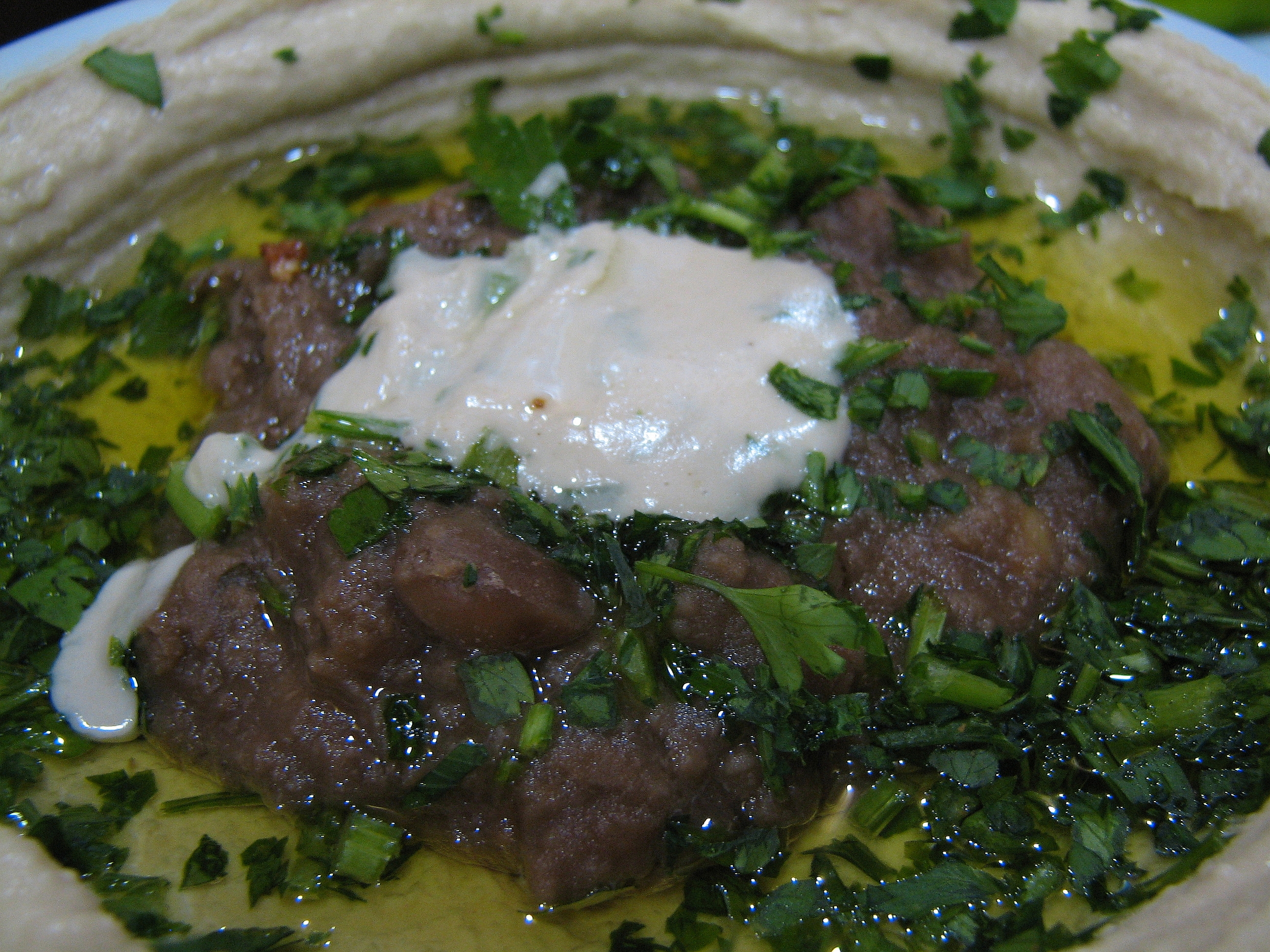
مسبحة (طبق)

الاختلاف الرئيسي ما بين المسبحة والحمص هو القوام، على النقيض من الحمص بالطحينة، الحمص في المسبحة يبقى كاملًا. ومثلما الحمص بالطحينة، تؤكل المسبحة بالخبز العربي طازج.
أساس الطبق هو البليلة: يسلق الحمص في مائه مع إضافة القليل من الكمون، كما يشمل الطبق الطحينة وعصير الليمون والثوم المفروم، ويزين بالبقدونس ويضاف عليه زيت الزيتون.